# Urbančeva hiša
Urbančeva hiša (znana tudi kot Palača Urbanc in Centromerkur) je bila prva ljubljanska veleblagovnica, ki stoji ob robu Prešernovega trga, med Miklošičevo in Trubarjevo cesto v središču Ljubljane.
Gradnjo je naročil veletrgovec Feliks Urbanc. Zgrajena je v secesijskem slogu, zasnoval pa jo je graški arhitekt Friedrich Sigmundt. Veleblagovnica je odprla svoja vrata leta 1903 (oznaka na fasadi stavbe). Glavni vhod (Trubarjeva 1) krasi steklena struktura v obliki rože, kot simbol trgovine pa je nad vhodom postavljen tudi kip rimskega boga Merkurja. Notranjost je urejena v slogu Art Nouveau.
V letih 2009/10 je bila stavba temeljito obnovljena, od oktobra 2010 pa ima v njej prostore trgovska hiša Emporium.

## Fotogalerija
- Nadstrešek Urbančeve hiše, struktura v obliki rože
- Kip Merkurja
- Notranjost
- Detajl stopnišča
- Ženska podoba